# Distretto di Milange
Il distretto di Milange è un distretto del Mozambico, facente parte della Provincia di Zambezia.